# Sonate K. 327
La sonate K. 327 (F.275/L.152) en ut majeur est une œuvre pour clavier du compositeur italien Domenico Scarlatti.

## Présentation
La sonate K. 327 en ut majeur, notée Allegro, forme une paire avec la sonate précédente. Dans une coupe régulière, son allure est celle d'une danse ancienne. Son motif rythmique de cinq notes,

répété plus d'une centaine de fois, la rattache à une chorégraphie. L’interprète dans ses mouvements d'arpèges rapides à la main gauche semble décrire les mouvements de danse elle-même et ces gestes se multiplient vers la fin de chaque section.

## Manuscrits
Le manuscrit principal est le numéro 2 du volume VII (Ms. 9778) de Venise (1754), copié pour Maria Barbara ; les autres sont Parme VIII 28 (Ms. A. G. 31413), Münster II 4 (Sant Hs 3965).

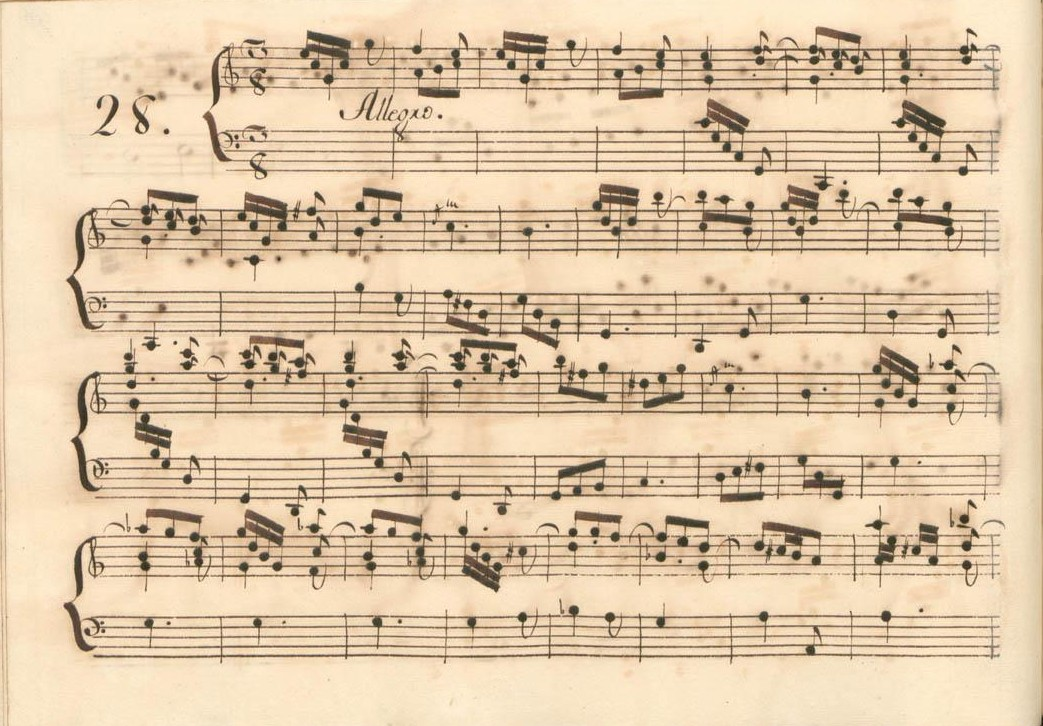
Parme VIII 28.
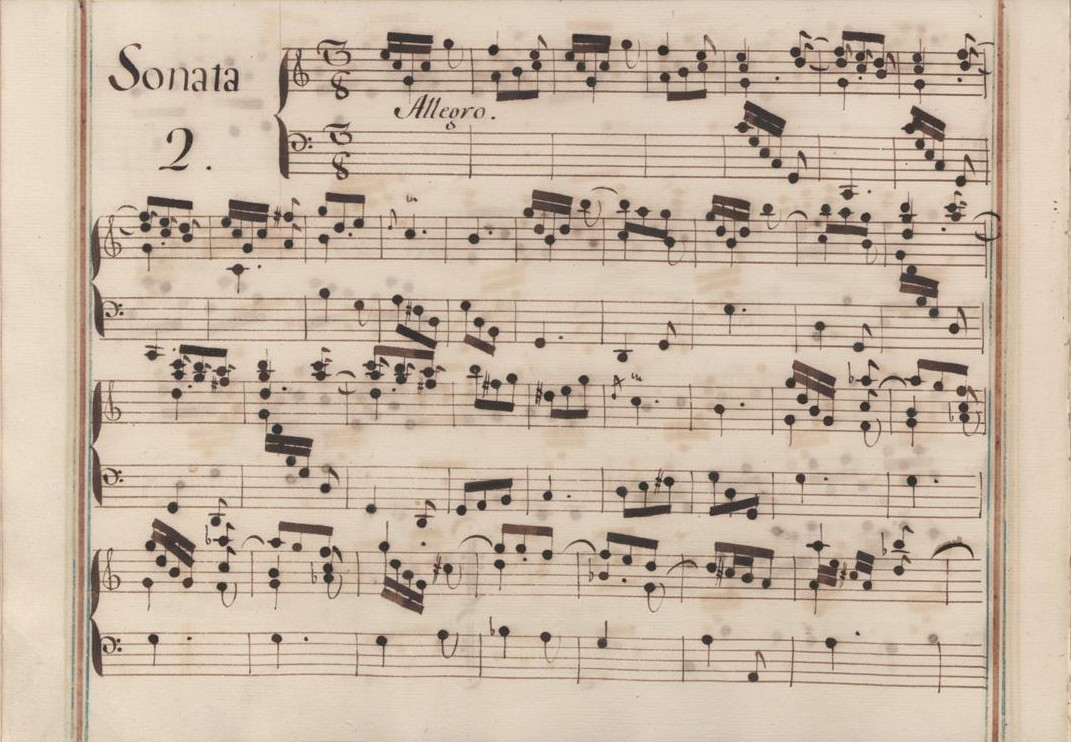
Venise VII 2.
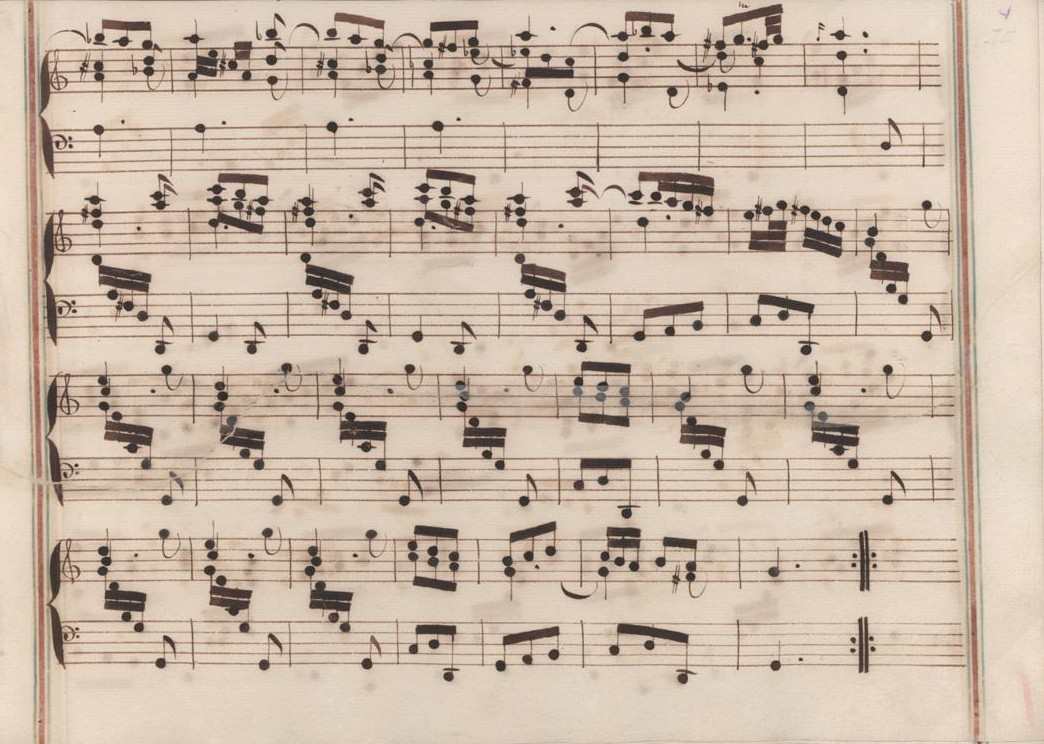
Venise VII 2 (fin de la première section).
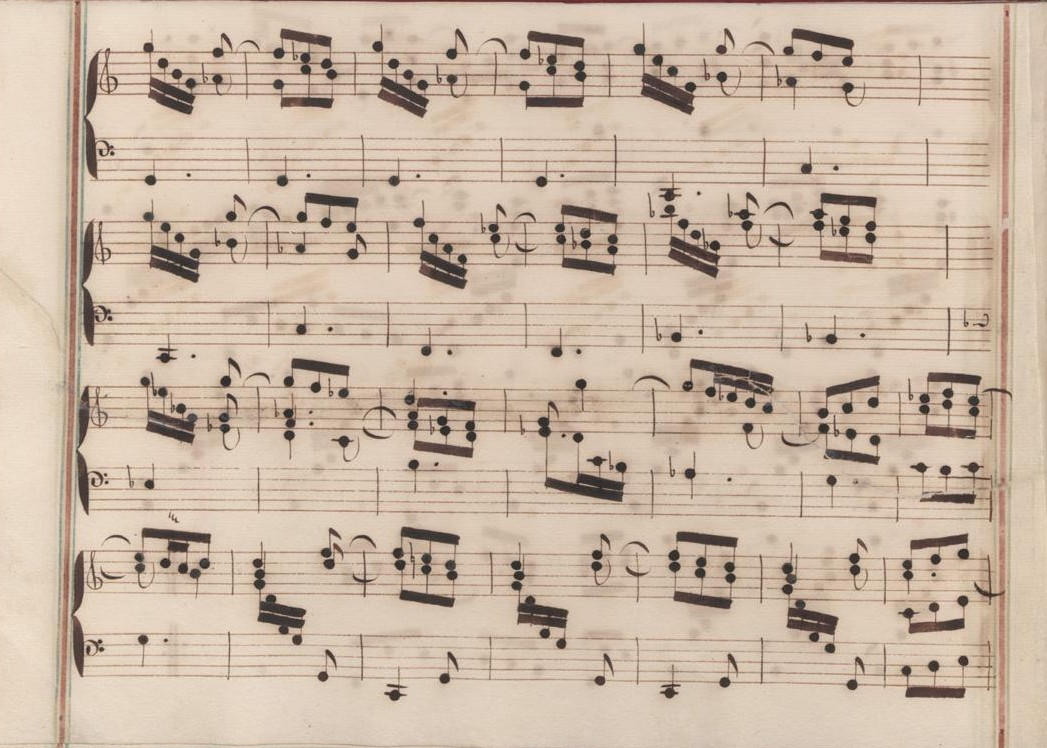
Venise VII 2 (début de la seconde section).
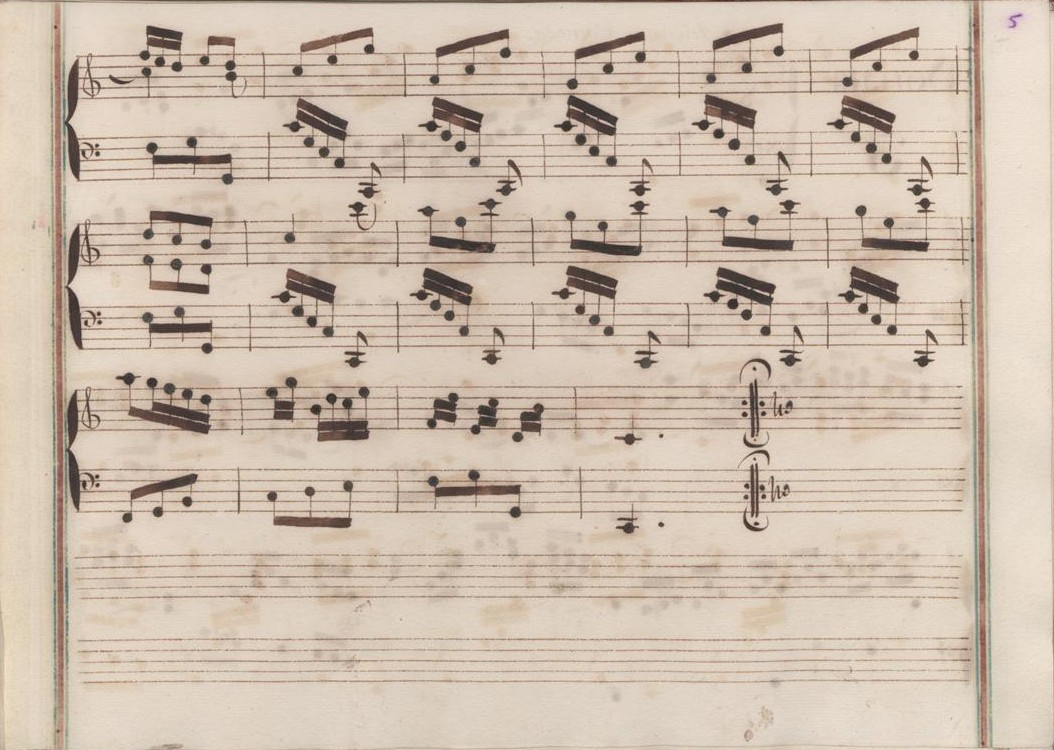
Venise VII 2 (fin de la sonate).

## Interprètes
La sonate K. 327 est défendue au piano, notamment par Carlo Grante (2012, Music & Arts, vol. 3) et Goran Filipec (2017, vol. 19  Naxos 8.573590) ; au clavecin par Colin Tilney (1979, L'Oiseau Lyre/Decca) sur un très beau clavecin Vincenzio Sodi de 1782, Scott Ross (1985, Erato), Richard Lester (2003, Nimbus, vol. 3) et Pieter-Jan Belder (Brilliant Classics, vol. 8).

## Sources
: document utilisé comme source pour la rédaction de cet article.
- Ralph Kirkpatrick (trad. de l'anglais par Dennis Collins), Domenico Scarlatti, Paris, Lattès, coll. « Musique et Musiciens », 1982 (1re éd. 1953 (en)), 493 p. (ISBN 978-2-7096-0118-4, OCLC 954954205, BNF 34689181).
- Alain de Chambure, « Domenico Scarlatti : Intégrale des sonates — Scott Ross », Erato (2564-62092-2), 1985 (OCLC 891183737) .
- (en) W. Dean Sutcliffe, The Keyboard Sonatas of Domenico Scarlatti and Eighteenth-Century Musical Style, Cambridge / New York, Cambridge University Press, 2008, xi-400 (ISBN 978-0-521-07122-2, OCLC 1005658462, BNF 42017486).